# Horní Lipová

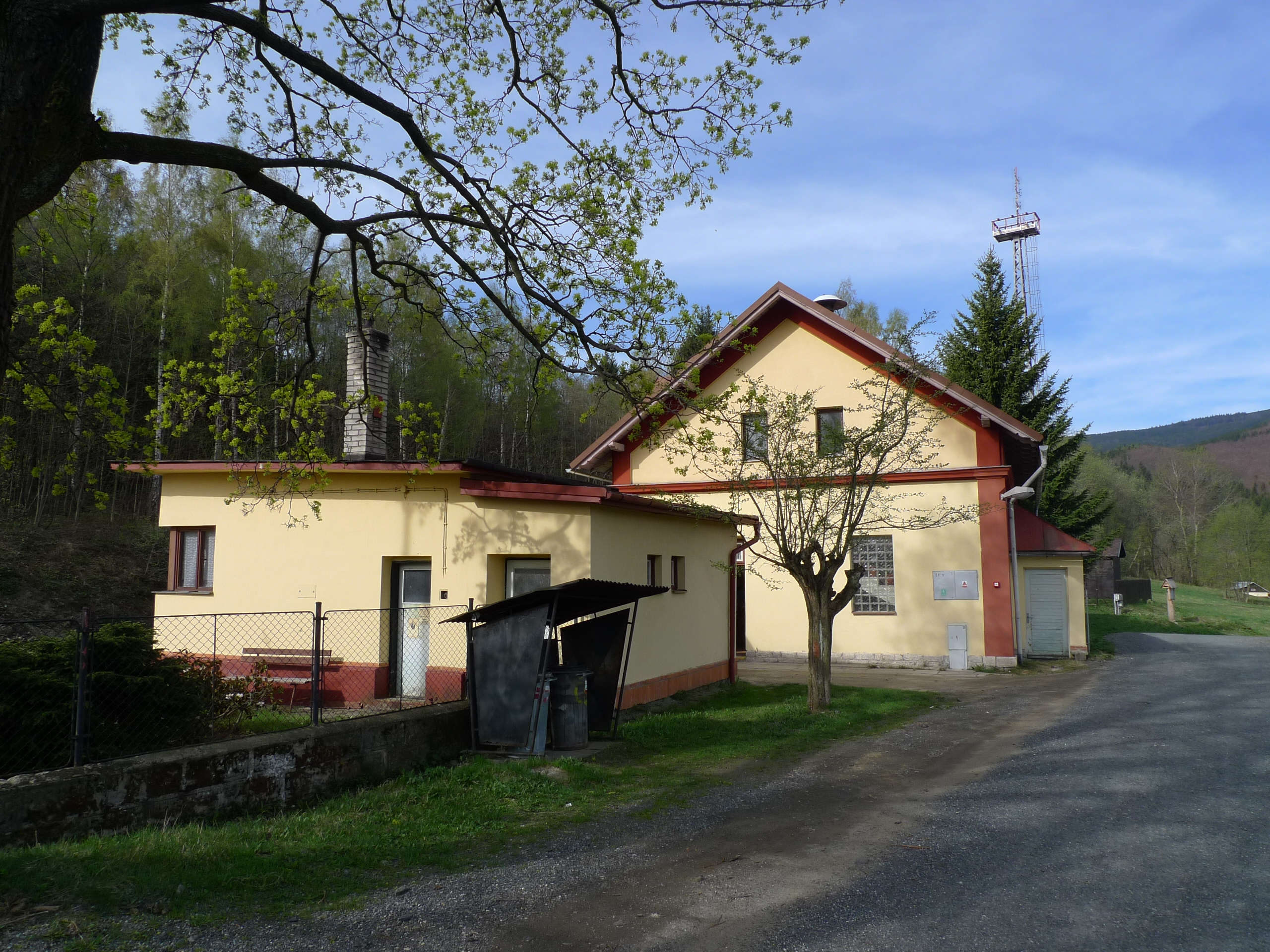
Stacja kolejowa w Horní Lipovej

Horní Lipová (niem. Oberlindewiese, Ober-Lindewiese, Ober Lindewiese) – wieś, część gminy Lipová-lázně, położona w kraju ołomunieckim, w powiecie Jesionik, w Czechach.
Na szlaku turystycznym wiodącym na Smrk od 2007 funkcjonuje samoobsługowy bar turystyczny.